# François Chamoux
François Chamoux (Mirecourt, 4 aprile 1915 – Parigi, 21 ottobre 2007) è stato un grecista e archeologo francese membro dell'Académie des inscriptions et belles-lettres, dove fu eletto nel 1981 per sostituire André Parrot.

## Biografia
Frequentò i licei di Chartres e Metz e il Lycée Henri-IV a Parigi, e dal 1934 studiò all'École normale supérieure e divenne Agrégé des lettres in lingue classiche nel 1938. Successivamente partecipò alla seconda guerra mondiale, dove ricevette la Croix de Guerre d'argento e nel 1941 fu gravemente ferito. Tra il 1943 e il 1948 studiò alla Scuola francese di Atene. Successivamente, divenne assistente presso l'Università di Lille e la Sorbona e insegnante in un liceo parigino. Nel 1952 gli fu conferito il dottorato alla Sorbona, per la sua tesi dedicata a Cirene su i Battiadi e l'Auriga di Delfi, successivamente fu professore a Nancy e dal 1960 al 1983 professore di letteratura e civiltà greca alla Sorbona.
Scrisse anche dei saggi sulla cultura greca e la storia dell'arte e una biografia di Marco Antonio. Era sia un eccellente conoscitore dell'arte greca che della poesia greca antica (in particolare gli epigrammi). Come conoscitore di Omero, partecipò regolarmente ai simposi a Chio.
Come archeologo partecipò a diverse campagne di scavi in Grecia (già ai suoi tempi all'École francaise di Atene negli anni '40), tra gli altri a Delfi, Taso e nelle colonie di Cirene in Libia.
Dal 1981 è stato membro dell'Académie des inscriptions et belles-lettres e dal 1974 al 1987 direttore della Revue des Études grecques.

## Opere selezionate
- François Chamoux, Cyrène sous la monarchie des Battiades (« Bibliothèque des Écoles françaises d'Athènes et de Rome», 177), Parigi, De Boccard, 1953, 480 p., 28 tav. (tesi).
- (FR) François Chamoux, La Civilisation grecque de l'époque archaïque et classique (in-octavo, 229 héliogravures, 8 planches en couleurs, 34 cartes et plans), collana Les Grandes Civilisations, Paris, Arthaud, 1963, OCLC 459707008.
- (FR) François Chamoux, La Civilisation hellénistique, collana Les Grandes Civilisations, Paris, Arthaud, 1981, ISBN 2-7003-0374-1, OCLC 300399135.
- François Chamoux, Marc-Antoine, dernier prince de l'Orient, Parigi, Arthaud, 1986.